# Kenji Tomiki
Kenji Tomiki (富木謙治: Kakunodate, Akita, Japón; 15 de marzo de 1900 – 25 de septiembre de 1979) fue un profesor de Aikidō japonés fundador del estilo de Aikidō Shōdōkan, también referido como Aikido Tomiki.

## Biografía
Kenji Tomiki fue uno de los primeros estudiantes del fundador del Aikidō Morihei Ueshiba inicialmente en el arte marcial clásico del Daito-Ryu Aiki jujutsu y luego de 1943, en Aikidō, también fue alumno destacado del maestro Jigorō Kanō el fundador del arte marcial y deporte olímpico del Judo. En 1925, el año en el que se unió al maestro Morihei Ueshiba, obtuvo su 5.º dan en Judo. En 1929 representó a la prefectura de Miyagi en el primer torneo de judo organizado por el Emperador - este torneo llegó a ser conocido como el: All Japan Judo Tournament desde el siguiente año. Desde 1936 hasta casi el final de la Segunda Guerra Mundial, Tomiki vivió en Manchukuo (Manchuria) donde enseñó Aikibudo (un temprano nombre del aikido actual) a los militares japoneses estacionados en Kanton y a la guardia imperial. En 1938, llegó a ser profesor asistente en la Universidad de Kenkoku en Manchukuo. Le fue otorgado el grado de octavo dan de aikido (1942), siendo el primer practicante en obtenerlo, y asimismo el grado de 8.º dan en Judo. Después de permanecer 3 años en la Unión Soviética, volvió a la Universidad de Waseda donde enseñó Judo y Aikido por muchos años. Fue allí donde formuló y difundió sus teorías sobre el entrenamiento deportivo basándose en la creación de formas o kata, hacia un particular tipo de lucha deportiva estilo libre, que resultó inadmisible para muchos en el mundo del Aikido, de aquel entonces aunque no para todos. 
En 1954 se hizo profesor de la universidad de Waseda y director del departamento de Educación Física.
En 1958 consigue crear, con bastante esfuerzo, un club de Aikido en la universidad. Pero este logro no estaba exento de condiciones, la más importante es que debía haber posibilidad de competir igual que sucede en Judo o en Kendo. Así fue como el maestro Tomiki aprovechó sus conocimientos previos en judo, para desarrollar un sistema de competición para el Aikido.
En 1974 fundó la Japan Aikidō Association (JAA) para promover sus teorías.Sus alumnos llamaban a su visión del Aikido, [Aikidō Kyogi] conocido también como Aikido Tomiki o Aikido Shodokan. Los dos lugares más importantes donde impartió clases el maestro Kenji Tomiki fueron en Tokio (Universidad de Waseda) y en Osaka (Dojo Shodokan) establecido en 1976.